# AVN Adult Entertainment Expo
La AVN Adult Entertainment Expo (AEE) es una feria comercial realizada anualmente todo mes de enero en Las Vegas, Nevada, y es organizada por la revista Adult Video News (AVN). La AEE es la mayor feria de la industria de la pornografía en los Estados Unidos. La ceremonia de los AVN Award se desarrolla tras el cierre de la exposición en el hotel casino The Venetian.
El AVN Award de 2010 fue realizado durante la Expo, cerca al Palms Casino Resort. En 2007, la AVN Expo tuvo más de 30.000 personas, que incluía 355 empresas expositoras. La exposición es realizada en la Sands Expo, al mismo tiempo de la Consumer Electronics Show, pero no hay ninguna vinculación entre esos dos eventos. La exposición se divide entre los períodos disponibles solo para los profesionales y los horarios de apertura al público en general, que puede tener acceso en las estrellas porno, recibir autógrafos y realizar fotos.